# Méthylcyclohexane
Le méthylcyclohexane est un hydrocarbure cyclique, un cycloalcane de formule brute C7H14. Il se présente comme un liquide incolore dégageant une faible odeur de benzène. 
C'est un produit écotoxique quand il est épandu dans l'environnement

## Fabrication
Il peut être  obtenu notamment en hydrogénant du toluène.

## Utilisations
Le méthylcyclohexane est 
- une base pour la synthèse organique
- un solvant des éthers de cellulose.
- un composant de carburant pour l'aviation
- un composant de fluide de correction.

## Structure
Le méthylcyclohexane monosubstitué a un substituant méthyle sur un atome de carbone du cycle cyclohexane. 
Comme tous les cyclohexanes substitués, sa forme peut rapidement basculer entre deux conformations. Cependant, un méthylcyclohexane monosubstitué  avec un groupe méthyle en position équatoriale (plus stable) est la forme presque exclusivement présente, plutôt qu'axiale (instable).

## Composant de kérosènes alternatifs
Cette molécule (méthylcyclohexane) fait partie d'un groupe de combustibles qui ont été récemment utilisés comme composants de mélanges pouvant être substitués aux kérosènes classiques. L'analyse chimique du Jet A (carburant d'avion à réaction) montre un contenu cycloparaffinique élevé ; le méthylcyclohexane est l'un des hydrocarbures utilisés comme substitut au Jet A pour imiter cette forte présence de cycloparaffines et le comportement chimique du combustible.

## Toxicologie
Son degré de toxicité est encore imparfaitement connu (il provoque une somnolence et des vertiges et peut être mortel en cas d'ingestion (il attaque les poumons) ou de pénétration dans les voies respiratoires, mais diverses études ont aussi porté sur :
- Son caractère éventuellement reprotoxique pour les travailleurs qui y sont exposés a été évalué par une étude chez le rat[12]
- les effets subchroniques d'une exposition (de chez des rats Sprague-Dawley) par inhalation et exposition du corps entier à de la vapeur de méthylcyclohexane 6 heures par jour, 5 jours/semaine durant 13 semaines[13]. Les effets cliniques étaient une salivation anormale et un comportement de frottement (prurit ?) observé chez les deux sexes exposé à 5870 ppm, avec une augmentation du poids du foie (chez les deux sexes) et des reins (chez les femelles uniquement), par rapport à un groupe témoin. La concentration sans effet nocif observé était dans ce cas de 1300 ppm/6 h/jour (chez le rat).
- Sa métabolisation par le rein après absorption par voie alimentaire a été étudiée chez le rat de laboratoire ; selon l'examen histopathologique, il dégrade relativement peu les tissus rénaux (aux dosage de l'expérience)[14]. On a aussi recherché quels étaient ses métabolites dans l'urine humaine d'ouvriers d'une usine de chaussure exposés à ce produit et à d'autres solvants[15].

### Ecotoxicologie
Il est classé dangereux pour l'environnement aquatique; très toxique pour les poissons et toxique pour les autres organismes aquatiques.

## Accident
Début 2014, une fuite d'environ 19 000 L de méthylcyclohexane survenue dans les usines de « Freedom Industries » a pollué la rivière Elk, en amont (à plus de 1,5 km) du lieu de pompage de la compagnie des eaux qui dessert plusieurs comtés a privé d'eau environ 300 000 habitants de Charleston (Virginie-Occidentale, États-Unis), durant plus de 5 jours (il leur a été demandé de ne pas boire l'eau du robinet ni cuisiner ni même se brosser les dents avec). Ce produit était dans ce cas utilisé pour traiter du charbon et « l'eau contaminée a une odeur de réglisse ou d'anis ».